# Dovlatov
Dovlatov (russisk: Довлатов) er en russisk spillefilm fra 2018 af Aleksej Aleksejevitj German.

## Medvirkende
- Milan Marić som Sergej Dovlatov
- Danila Kozlovskij som David
- Helena Sujecka som Jelena Dovlatova
- Eva Herr som Katja Dovlatova
- Artur Bestjastnyj som Joseph Brodskij